# San Zenón
San Zenón est une municipalité située dans le département de Magdalena en Colombie.